# Казата (Тренто)
Казата је насеље у Италији у округу Тренто, региону Трентино-Јужни Тирол.
Према процени из 2011. у насељу је живело 106 становника. Насеље се налази на надморској висини од 845 м.